# إش إش (مسلسل)
إش إش هو مسلسل دراما تلفزيوني مصري، عُرض في شهر رمضان عام 1446 هـ (1 مارس 2025م)، من بطولة مي عمر، ماجد المصري وهالة صدقي، ومن تأليف وإخراج محمد سامي.

## قصة المسلسل
ترث «شروق» أو «إش إش» جمال والدتها وفقرها، وتجد نفسها تعمل راقصة من أجل إعالة أسرتها، رغم نجاحها في مجال الرقص، لكنها لا تحبه، وتبذل جهداً في تعلّم اللغة الإنجليزية على أمل العمل كـ«كول سنتر» وتترك الرقص نهائياً. تتغير حياتها عندما تتعرف على «مختار» وتدخل عالم عائلة آل الجريتلي، لتكتشف وجود خلاف قديم بين هذه العائلة مع والدتها وخالتها تسبب في تدهور أوضاع الأسرة ووقوعها في هذه الحياة الصعبة. لتبدأ رحلة الانتقام ممن ظلموها وظلموا والدتها وخالتها في الماضي.

## الممثلون
- مي عمر في دور شروق أو إش إش

فتاة تعيش في منطقة شعبية وتعمل راقصة من أجل إعالة أسرتها.
- ماجد المصري في دور المعلم رجب الجريتلي[2]
- هالة صدقي في دور شادية[2]
- شيماء سيف
- محمد الشرنوبي في دور مختار
- إدوارد في دور بوشكاش
- انتصار في دور إخلاص كابوريا
- ندى موسى في دور لبني
- دينا في دور تيسير
- عصام السقا في دور نصة
- علاء مرسي
- إيهاب فهمي في دور عبدالعاطي
- طارق النهري في دور المعلم فرج
- محمد عبد الرحمن ضيف شرف
- أحمد زاهر ضيف شرف
- كريم فهمي ضيف شرف (الحلقة الأخيرة)
- أحمد جمال سعيد ضيف شرف
- وفاء عامر ضيفة شرف

## طاقم العمل
- إخراج: محمد سامي
- قصة: محمد سامي
- سيناريو وحوار: محمد سامي، مهاب طارق
- إنتاج: حسن عسيري
- مدير التصوير: أحمد فهيم
- مونتاج: غادة عز الدين
- موسيقى تصويرية: هيثم نبيل، خالد نبيل

## الاستقبال
ترى الناقدة ماجدة موريس أن المسلسل نجح في جذب الجمهور، لأن القصة تجسد رحلة تحول شخصية تتعرض للظلم ثم تتمكن من مواجهة من ظلموها. اما الناقد أندرو محسن يرى أن اعتماد محمد سامي على تكرار فكرة الانتقام والصعود في غالبية أعماله، لن تظل جاذبة للجمهور بنفس الدرجة في كل عام، وأداء مي عمر لم يشهد تطوراً كبيراً، ويبدو مشابهة للشخصيات التي تقدمها في أدوارها السابقة.

## وصلات خارجية
- إش إش على موقع IMDb (الإنجليزية)
- إش إش على موقع قاعدة بيانات الأفلام العربية
- إش إش على موقع قاعدة بيانات الفيلم (الإنجليزية)